# 김복수
김복수(金福綏, 또는 김복완(金福緩), 1872년 12월 2일 ~ 1950년 6월 10일)는 일제강점기의 조선귀족이다. 자작 윤덕영의 부인이다. 대한제국 순종의 두 번째 부인인 순정효황후에게는 큰어머니가 된다.

## 생애
1928년 일본 정부로부터 쇼와 대례 기념장을 받았다. 일제 강점기 말기인 1937년에 전쟁 자금 지원을 위해 조선총독부가 결성한 애국금차회(愛國金釵會)의 회장을 맡았다. 이 단체는 이윤용, 민병석 등 한일 병합 조약 체결 때부터의 친일파 인사 부인들과 김활란, 고황경 등 신교육을 받은 여성 교육계 인사들이 참가하여 1937년 8월 20일 발족했다.
동양화가 김은호가 그린 〈금차봉납도〉(金釵奉納圖, 1937년)에는 김복완을 비롯한 애국금차회 간부들이 금비녀, 금반지와 현금 등 금품을 애국금차회 결성식에서 경성부 주재 조선군 용산사단사령부에 증정하는 모습이 묘사되어 있다. 2008년 민족문제연구소에서 친일인명사전에 수록하기 위해 정리한 친일인명사전 수록예정자 명단에 선정되었다.

## 같이 보기
- 윤덕영
- 애국금차회

## 참고자료
- 반민족문제연구소 (1993년 2월 1일). 〈윤덕영 : 한일‘합방’에 앞장 선 황실 외척세력의 주역 (오연숙)〉. 《친일파 99인 1》. 서울: 돌베개. ISBN 9788971990117.